# ملک مظفر
ملک مظفر کوچک‌ترین فرزند ملک کیومرث یکم بود که پس از درگذشت او در سال ۸۵۷ هجری، قلعهٔ رستمدار را مصادره کرده و ادعای جانشینی نمود. او به برادر بزرگ‌ترش، ملک کاووس، اجازه نداد که جسد پدر را برای غسل و تدفین به درون قلعه آورد. اما حکومت ملک مظفر تنها چند روز دوام آورد و پس از اعلان مخالفت مردم رستمدار و بیعتشان با کاووس، از قدرت کنار رفت و ملک کاووس قدرت را به دست گرفته و پس از مدتی هم با ملک جلال‌الدین اسکندر بر سر حکومت رستمدار درگیر شد که این درگیری‌ها منجر به بحران جانشینی، تجزیه قلمرو و جنگ داخلی گردید.
ملک مظفر پس از تقسیم رستمدار میان اسکندر و کاووس، در سال ۸۸۰ هجری علیه ملک اسکندر متحدانی یافته و شورش نمود. کیاییان برای سرکوب این شورش ظهیرالدین مرعشی را با دو هزار نیروی نظامی مأمور کردند که وی توانست ملک مظفر را با صحبت راضی نماید تا از خواسته‌های خود منصرف گردد.